# Левашово (Ярославская область)
Левашо́во — село в Некрасовском районе Ярославской области России.
В рамках организации местного самоуправления входит в Некрасовское сельское поселение, в рамках административно-территориального устройства является центром Левашовского сельского округа.

## География
Расположено в 47 км к востоку от Ярославля.

## Население
| 1872 | 1897 | 1907 | 2002  | 2007  | 2010  |
| ---- | ---- | ---- | ----- | ----- | ----- |
| 498  | ↗663 | ↗730 | ↗1152 | ↗1204 | ↘1080 |

Население на 1 января 2007 года — 1204 человека.
Согласно результатам переписи 2002 года, в национальной структуре населения русские составляли 95 % из 1152 жителя.

### Известные жители
- Пургин, Николай Иванович (1923—2007) — лётчик, Герой Советского Союза (1944), гвардии генерал-майор авиации.

## Из истории села и церкви

Церковь Воскресения Христова

Раннее упоминание села и существовавших в нём церквей — холодной Никольской и тёплой в честь Иоанна Златоуста — встречается в жалованной грамоте Ивана Грозного 1566 года.
В 1779 году в селе была выстроена Воскресенская церковь, которая относится к оригинальному типу двухстолпных храмов, сложившемуся в XVII веке на Русском Севере и распространившемуся в XVIII веке по всей России, начиная с костромского и суздальского краёв. В начале XIX века к западу от летнего храма была построена четырёхстолпная трапезная. Высокая колокольня храма была создана в стиле позднего барокко архитектором-самоучкой Степаном Андреевичем Воротиловым.
Первый колокол весом 104 пуда 13 фунтов был вылит в 1785 году мастером Дмитрием Мартыновым. Второй, весом в 300 пудов, был отлит мастером Христофором Крепышевым и, судя по двойной дате (1803—1805) на колоколе, отливался дважды.
Эти колокола отливались при содержателе завода — купце I гильдии Порфирии Григорьевиче Оловянишникове.
Самый большой колокол весом 505 пудов 30 фунтов, занявший практически все пространство колокольни, был вылит специально для села Левашово в Ярославле на заводе, принадлежавшем сыну Порфирия Григорьевича — Ивану Порфирьевичу Оловянишникову.

## Инфраструктура

Детский сад № 12 «Родничок»

В селе функционируют школа, детский сад, амбулатория, дом культуры, газовая котельная, отделение сбербанка России. 